# Tradescantia tharpii
Tradescantia tharpii är en himmelsblomsväxtart som beskrevs av Edgar Shannon Anderson och Robert Everard Woodson. Tradescantia tharpii ingår i släktet båtblommor, och familjen himmelsblomsväxter. Inga underarter finns listade.